# László Babai

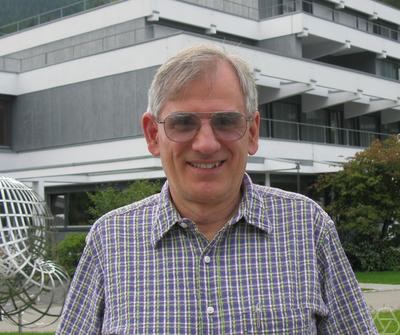
Laszlo Babai

László Babai, apodado Laci por sus colegas y nacido el 20 de julio de 1950 en Budapest, es catedrático de Matemática y Computación en la Universidad de Chicago. Su investigación se centra en la teoría de la complejidad computacional, algoritmos, combinatoria y los grupos finitos, haciendo hincapié en la interacción de estos campos. Es autor de más de 150 obras académicas.
Entre sus logros destacan la introducción de los sistemas de demostración interactivos (vide ), el uso del término «algoritmo de Las Vegas» y métodos teóricos de grupo en la comprobación del isomorfismo de grafos  (vide  para estos dos últimos).
Obtuvo su doctorado de la Academia de Ciencias de Hungría en 1975.
Es editor jefe de la revista electrónica Theory of Computing.
También formó parte del desarrollo del programa de «Semestres de Budapest en Matemáticas», para estudiantes de los EE. UU. en Hungría ().
Su número de Erdős  es uno.

## Premios
- Premio Gödel al mejor trabajo de investigación por los sistemas de demostración interactivos en el campo de la ciencia computacional teórica (1993).
- Premio a la excelencia Llewellyn John y Harriet Manchester Quantrell por la enseñanza de pregrado (julio de 2005).

## Citas
- No necesitamos más teoremas, sino más demostraciones.
- La única matemática que no uso es la que no aprendí.